# Grêmio Esportivo Fábrica da Estrela
Grêmio Esportivo Fábrica da Estrela é uma agremiação esportiva de Magé, no estado do Rio de Janeiro, fundada a 1 de maio de 1954.

## História

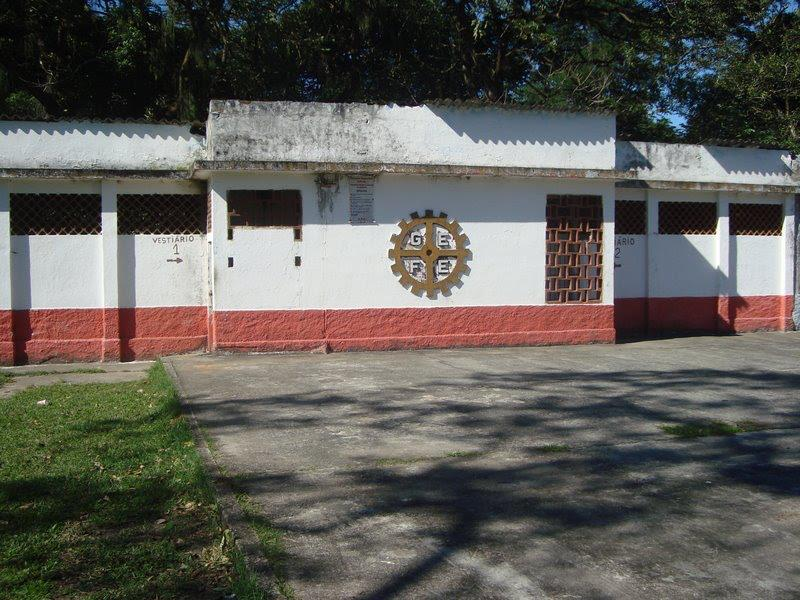
GE Fábrica da Estrela

Fundado por operários nas instalações da antiga Fábrica de Pólvora Estrêla (hoje IMBEL - Indústria de Material Bélico do Brasil), no dia 1º de maio de 1954, o Grêmio Esportivo Fábrica da Estrêla é uma das agremiações mais tradicionais do esporte mageense.
Estabelecimento fabril que originou o clube, a Fábrica da Estrêla foi fundada por D. João VI em 1808, com o nome de Fábrica de Pólvora da Lagoa Rodrigo de Freitas, localizada no Jardim Botânico (Rio de Janeiro). Em 1824, a sede foi transferida para o bairro Raiz da Serra (Distrito de Vila Inhomirim), passando a se chamar Real Fábrica de Pólvora da Estrêla, mediante decreto do Imperador D. Pedro I. O nome era uma alusão à Serra da Estrela, barreira natural localizada entre os municípios de Magé e Petrópolis.
A partir de 1939, a indústria sofreu uma reestruturação. Com a denominação de Fábrica da Estrêla, a empresa funcionou como uma Organização Militar do Ministério do Exército até a criação da IMBEL em 1975. A IMBEL é ligada ao Ministério da Defesa por intermédio do Exército Brasileiro, produzindo e fornecendo armas portáteis, munições, explosivos e equipamentos de comunicações.
O Grêmio Esportivo Fábrica da Estrêla estreou no Campeonato Mageense de Futebol de 1955. 
Em 1957, se classificou para a disputa do Campeonato Fluminense de Profissionais. Perdeu a decisão da 3ª Zona, a de clubes da Baixada Fluminense para o Nacional Foot-Ball Club, de Duque de Caxias.
No dia 17 de setembro de 1976, o clube mudou o nome para Grêmio Esportivo Estrela e se filiou a Liga Petropolitana de Desportos (LPD). No entanto, em 1978, o clube retornou a disputar o Campeonato Mageense.
Após essa experiência o clube passou a jogar as competições amadoras promovidas pela liga de sua cidade. Por vezes empresta o seu estádio para equipes profissionais disputarem seus jogos. 
Em 2009, mudou a sua denominação para Grêmio Futebol Clube, se desligando da fábrica. Possui estádio próprio, localizado em Vila Inhomirim. 
Em 2011, reassumiu a antiga denominação, passando a ser um clube-empresa, e voltou a disputar o Campeonato da Liga Mageense de Desportos, sendo eliminado na segunda fase.
Atualmente, está praticamente abandonado. O campo de futebol do clube é utilizado por peladeiros e para treinamento de alguns times locais.

## Títulos
- 1975 - Campeão do Torneio Início da Liga Petropolitana de Desportos, categoria veteranos;

- 1999 - Vice-campeão da Liga Mageense de Desportos, categoria adultos;

## Fonte
- VIANA, Eduardo. Implantação do futebol Profissional no Estado do Rio de Janeiro. Rio de Janeiro: Editora Cátedra, s/d.